# 소의경전
소의경전(所依經典)이란 불교 경전으로서 신행(信行)을 비롯하여 교의적(敎義的)으로 의거하는 근본 경전이다.